# بنكسية صفراء
بنكسية صفراء (الاسم العلمي:Banksia flava) هي نوع غير مؤكد من النباتات تتبع جنس البنكسية من الفصيلة البروطية.